# 许愿井

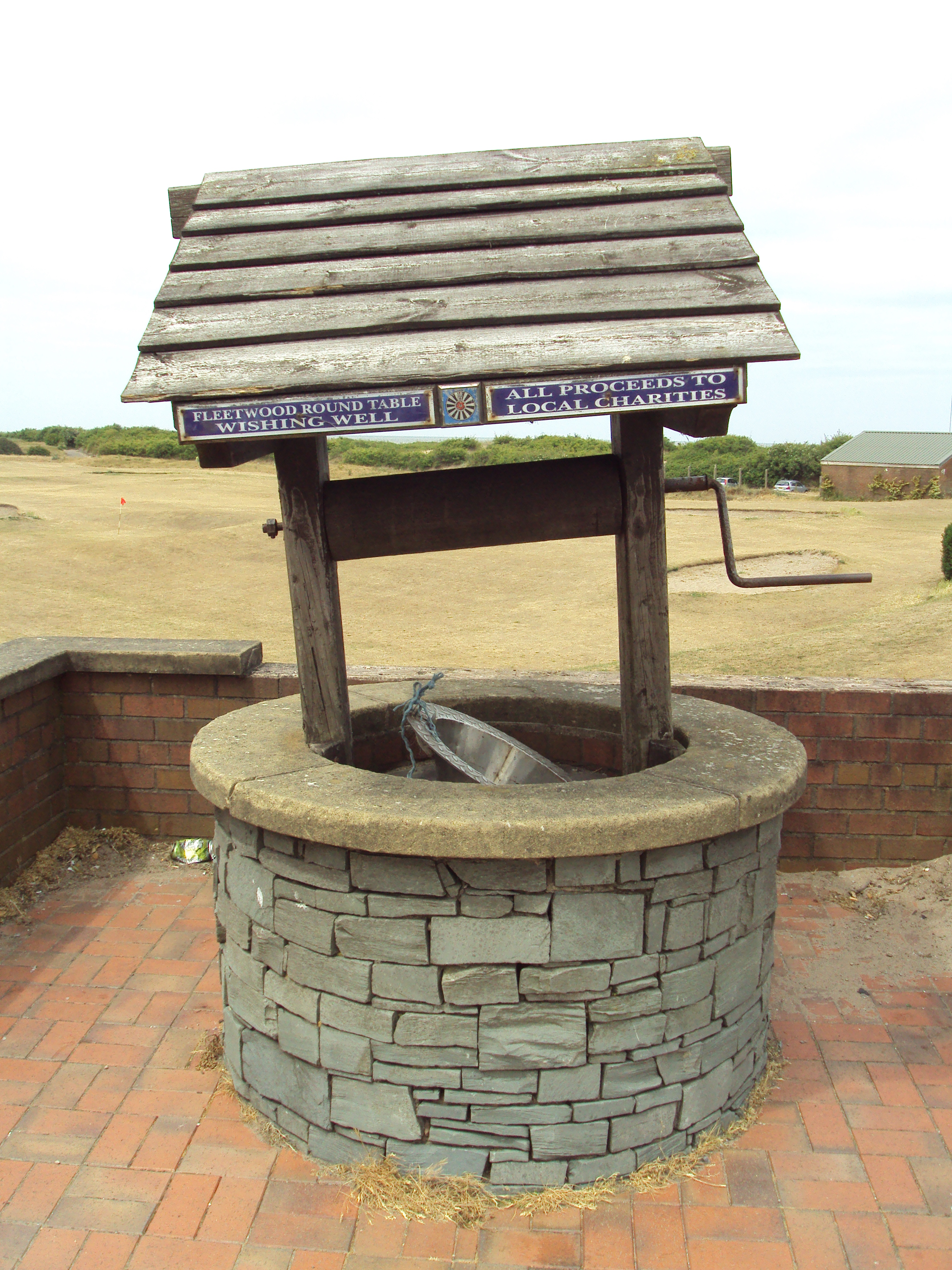
弗利特伍德Round Table (club)许愿井，位于英国兰开夏郡弗利特伍德滨海艺术中心。

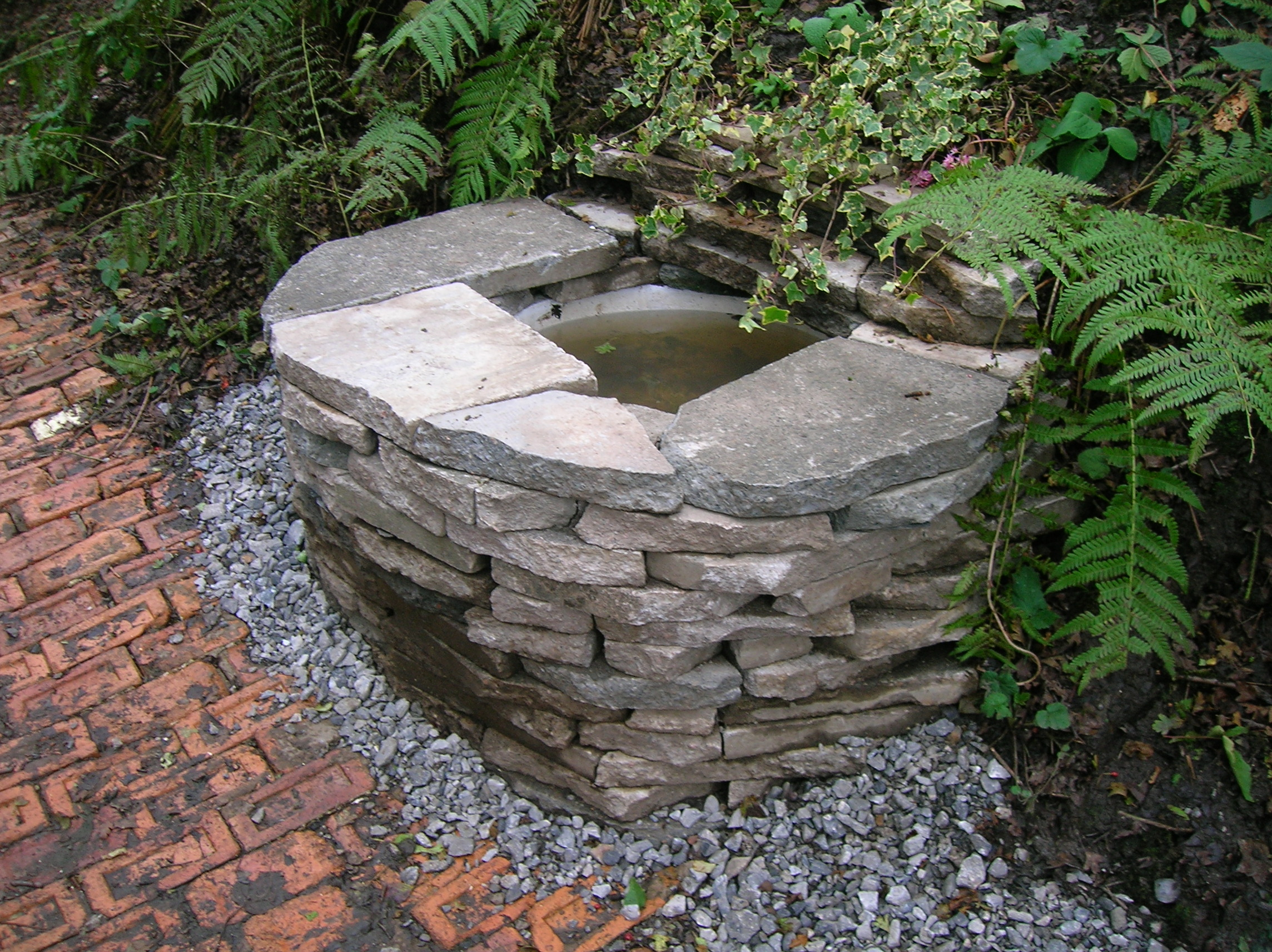
在苏格兰Barrmill的一个许愿井

许愿井（英語：wishing well）或許願池是源自欧洲民间传说的一个词语，用于描述认为可以满足任何口头愿望的水井。这个许愿的想法源自水是生命之源、并且往往是稀缺的货品，故认为水中有神居住，或者是神的恩赐。
日耳曼人和凯尔特人认为泉水和水井是神圣的地方。有时这些地方会用与水池可能相关的神的木雕做标记。日耳曼人有将被打败的敌人的盔甲和武器扔到沼泽和其他水池中的传统，以此作为他们给神的献祭。水被认为有着治愈的力量，因此许多人饮用它、用它洗澡或者向它祈望以求愿望得到实现。有些人认为，如果自己付出代价，井的守护者或居住者就会为他实现愿望。在说完愿望后，人们通常还会将硬幣丢入井中。人们认为守护者会根据硬币如何落地决定是否实现愿望。如果硬币正面朝上，则守护者会实现愿望，反之背面朝上则会忽视这个愿望。向池塘、喷泉扔便士传统就源自于此。将硬币投入其中被视为赠与神以视感谢的礼物。
这个传统可能源自古代神话，例如北欧神话中的密米爾之井（也称“智慧之井”），它可以带来无限的智慧，只是你要牺牲某些自己珍重的东西。奥丁牺牲了自己的右眼并将其放入井中，得到了预见未来和理解世界的智慧。密米爾是是北欧的智慧之神，他的井坐落在世界之树之根源的旁边，世界之树从井中摄取水源。
另一种理论是人们可能不知不觉地发现了铜和银能杀灭微生物的性质（传统的硬币上会使用这两种金属），进而投掷这些金属制成的硬币可以使饮用水更加安全。那些投掷硬币的人常去的水井可能更不易受到一系列细菌的感染，这使得他们看上去更加幸运，乃至可能治愈了遭受重复感染的病人。
2006年11月，“Fountain Money Mountain”报道说，游客每年向许愿井中投入近300万英镑。 

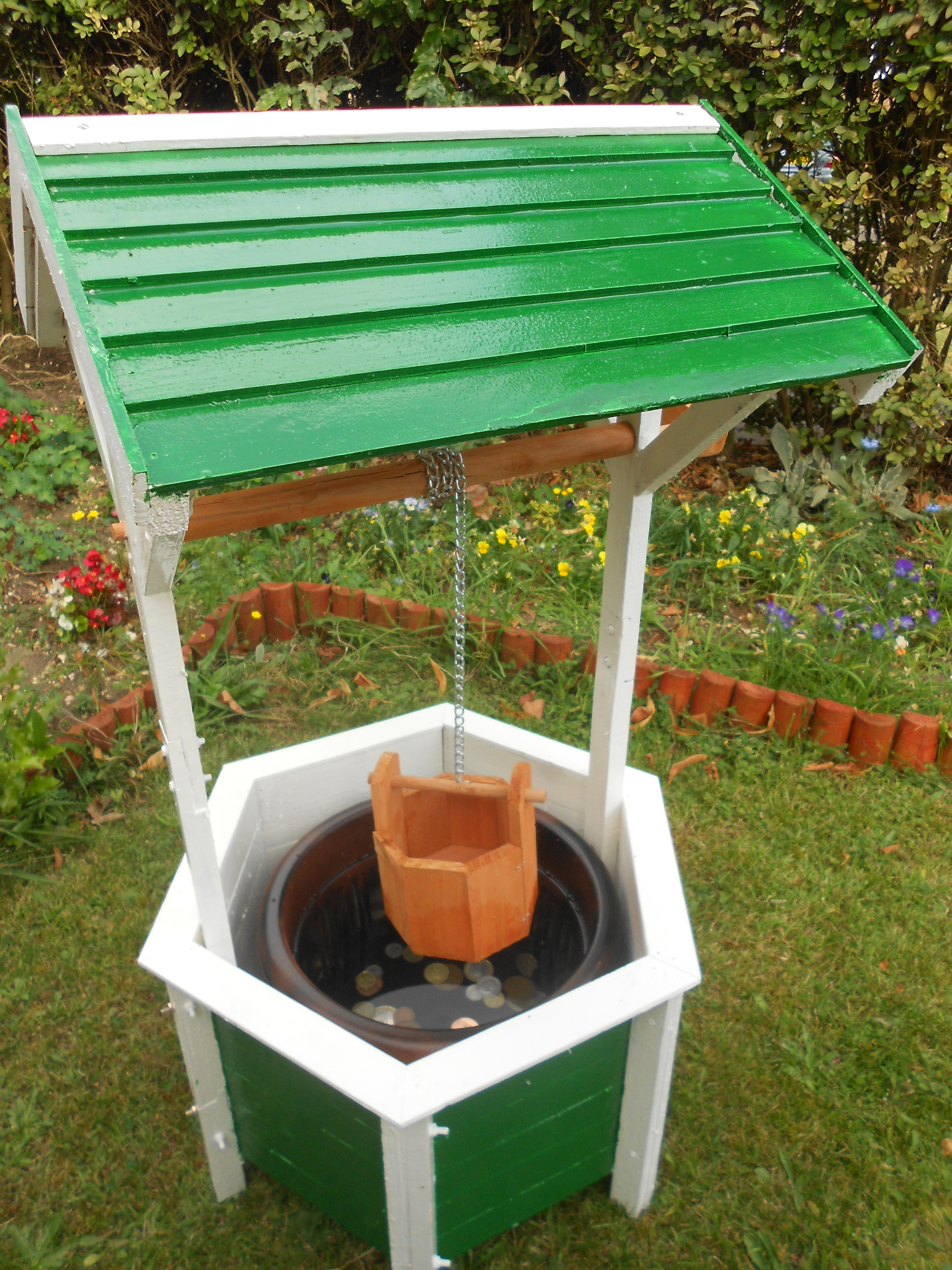
一个小的花园装饰许愿井，水底沉有硬币

## 著名的许愿池
- 特雷維噴泉。位于罗马，Trevi是三条路的意思。古罗马时是一个城市自来水的取水点。现喷泉雕塑为18世纪的巴洛克风格建筑。